# Zaïna Méresse
Zaïna Méresse, née Boinali le 18 juin 1935 à Bandrele dans l'île de Grande Terre à Mayotte et morte le 11 avril 2014 à Mamoudzou, est une personnalité mahoraise, et l'une des figures du mouvement des femmes mahoraises qui a notamment œuvré à l'ancrage de Mayotte au sein de la République française.

## Biographie
Zaïna Méresse est née le 18 juin 1935 à Bandrele, village de l'île de Grande-Terre, à Mayotte.
Elle s'est engagée dans les années 1960 pour que Mayotte reste française lors de l'indépendance des Comores. Avec elles, d'autres femmes, telles que Coco Djoumoi et Boueni M'Titi, ont mené des actions de groupe contre les représentants des autorités, venant de la Grande Comore, en recourant à un moyen d'action original. Elles se nomment alors les chatouilleuses, dont Zaïna Meresse est « l'une des combattantes historiques », et une « figure de proue ». Étant mariée à un métropolitain, elle parlait français, contrairement aux autres militantes, ce qui lui a permis d'écrire des lettres aux autorités. Elle a également accordé de nombreux entretiens relatant son expérience au sein du mouvement, contribuant à le médiatiser.
Elle s'est par la suite engagée en faveur de la départementalisation de Mayotte.

## Distinctions
- 2013 :  Officier de l'Ordre national de la Légion d'honneur[9],[10]
- 2004 :  Chevalier de l'Ordre national de la Légion d'honneur[11],[10]
- 1978 :  Chevalier de l'Ordre national du Mérite
- 1994 :  Officier de l'Ordre national du Mérite[12]